# Cultura Otomani

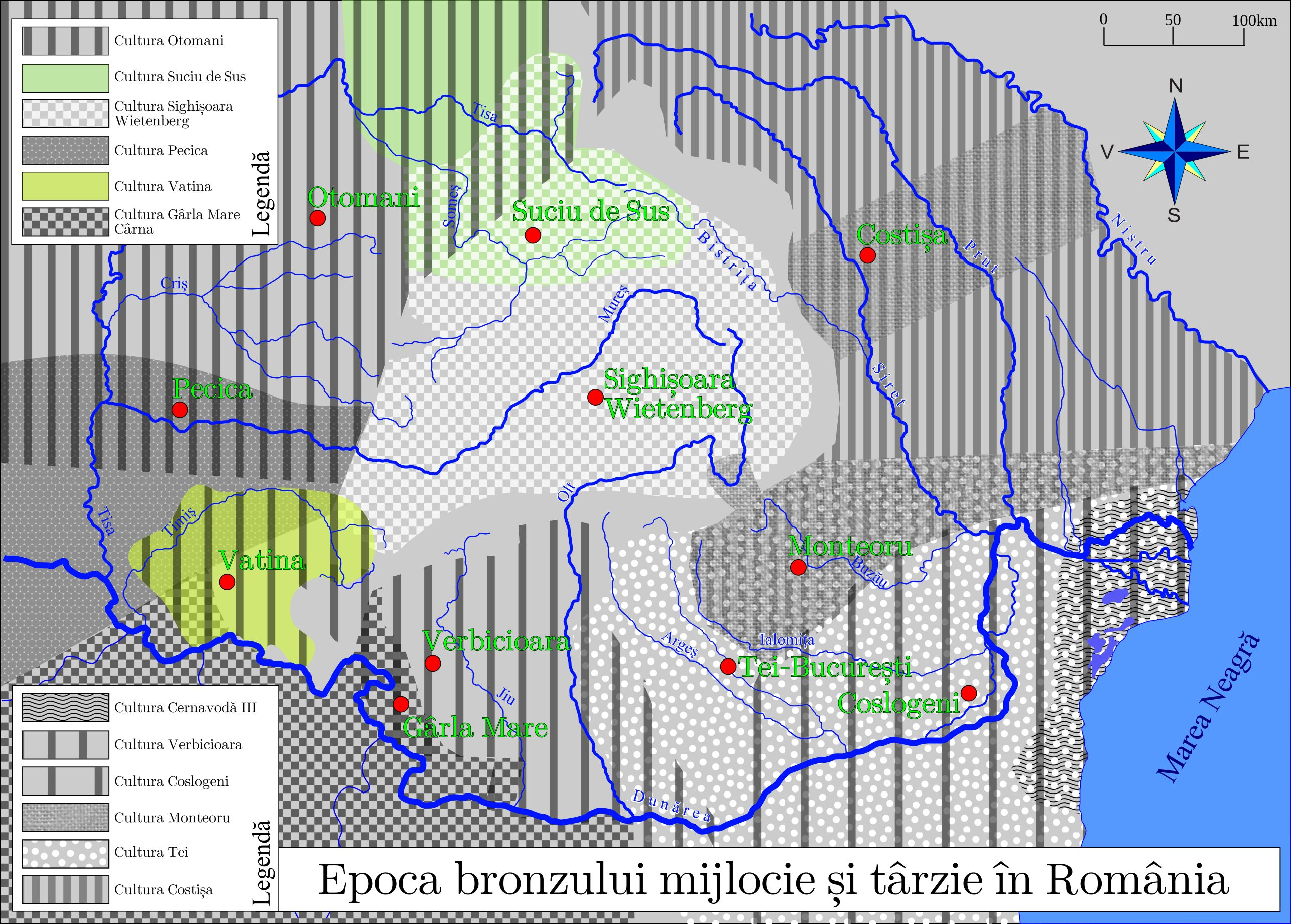
Arealul de răspândire a Culturii Otomani în România

Cultura Otomani a fost o cultură materială din epoca bronzului ( 2100–1600 î.Hr.), denumită după numele comunei Otomani, județul Bihor, unde au fost descoperite primele așezări. A avut o arie de răspândire mare, cuprinzand nordul Crișanei, bazinul inferior al Someșului, Câmpia Tisei și estul Slovaciei.
Cultura Otomani a cunoscut trei faze de evoluție. 

## Ceramica
Tipice pentru această cultură sunt ceșcuțele cu toartă, strachinile și vasele pântecoase cu gât cilindric și margine evazată.

## Metalurgia
Prelucrarea bronzului a cunoscut o dezvoltare înfloritoare, în special la confecționarea armelor, prevăzute cu ornamente realizate artistic.

## Rituri funerare
Riturile variază pe parcursul celor trei etape caracteristice:
- Incinerația
- Înhumare în poziție chircită (ca în poziția fetală), în față
- Revenirea la incinerația specifica fazei I